# CIM-10 Bomarc

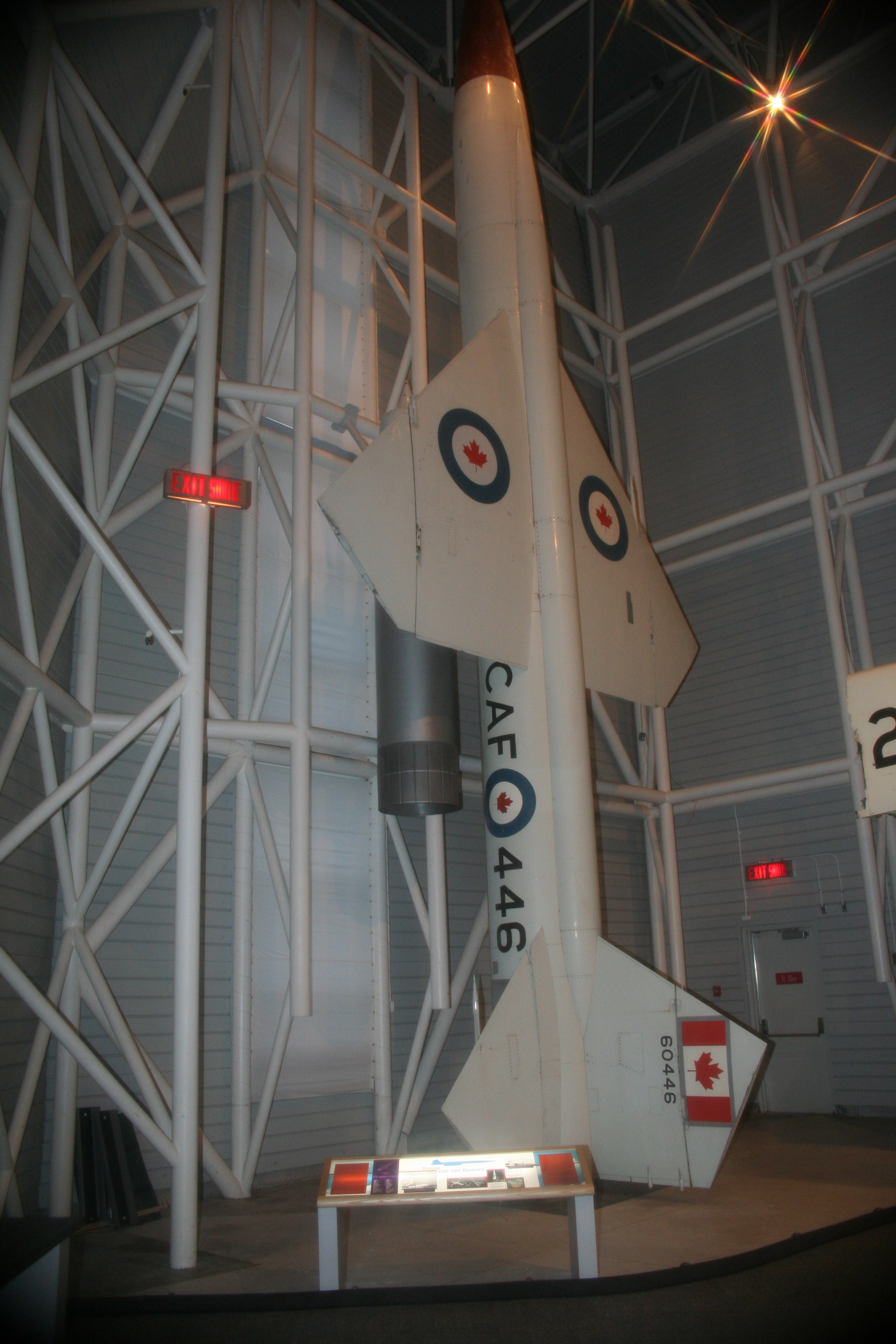
CIM-10 Bomarc (Canada Aviation Museum)

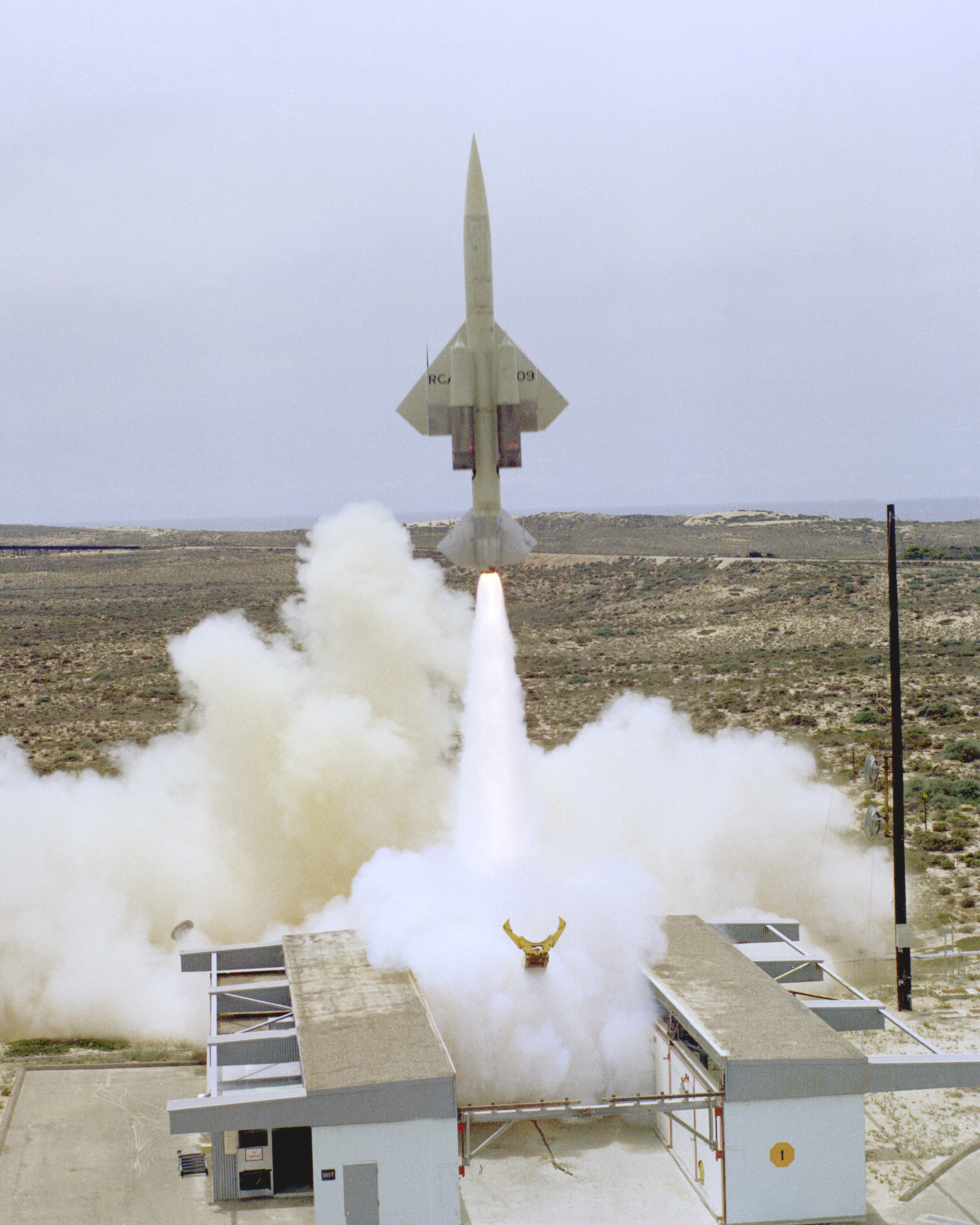
Start rakety (Vandenberg Air Force Base)

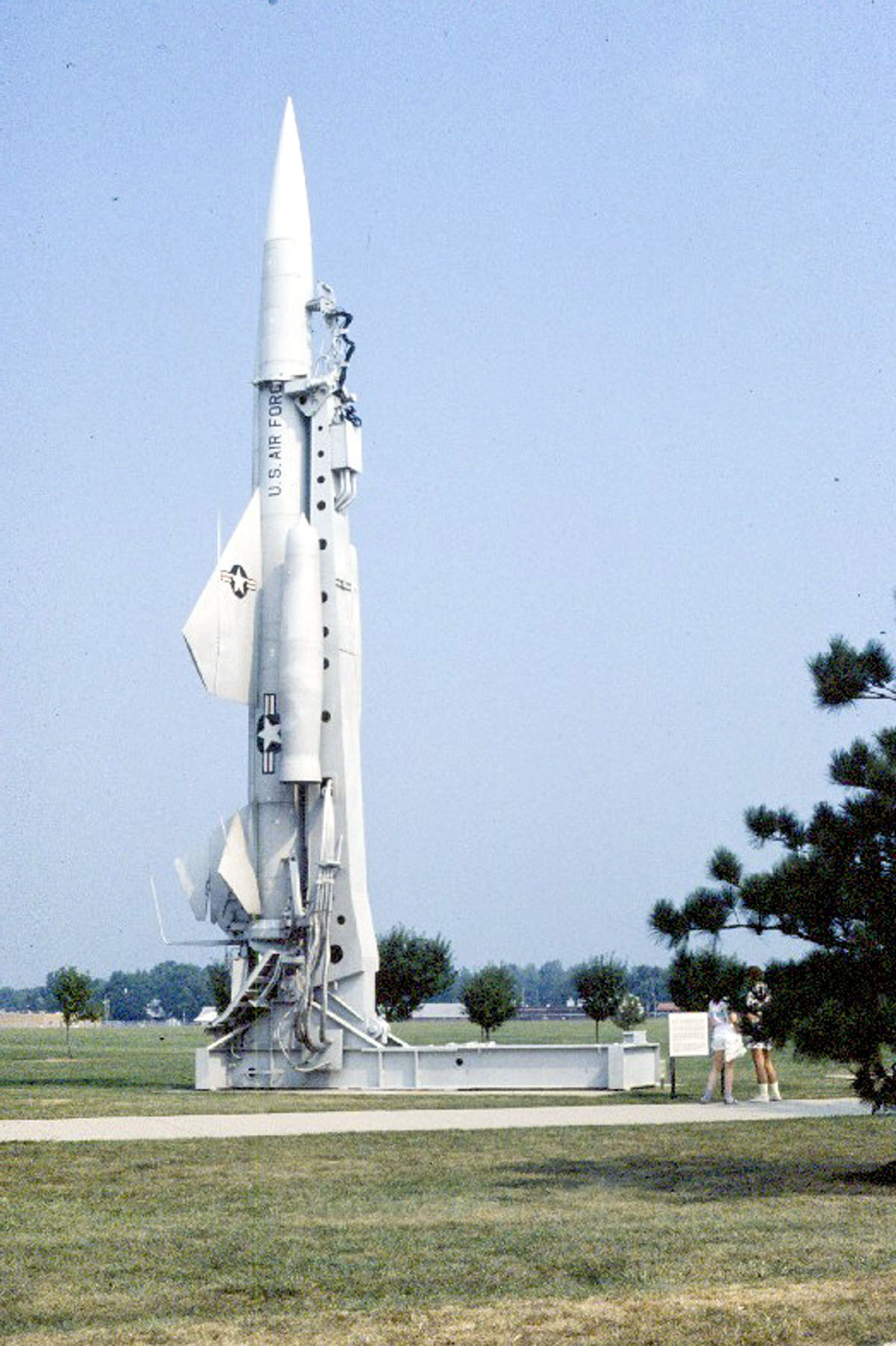
CIM-10 Bomarc (National Museum of the United States Air Force)

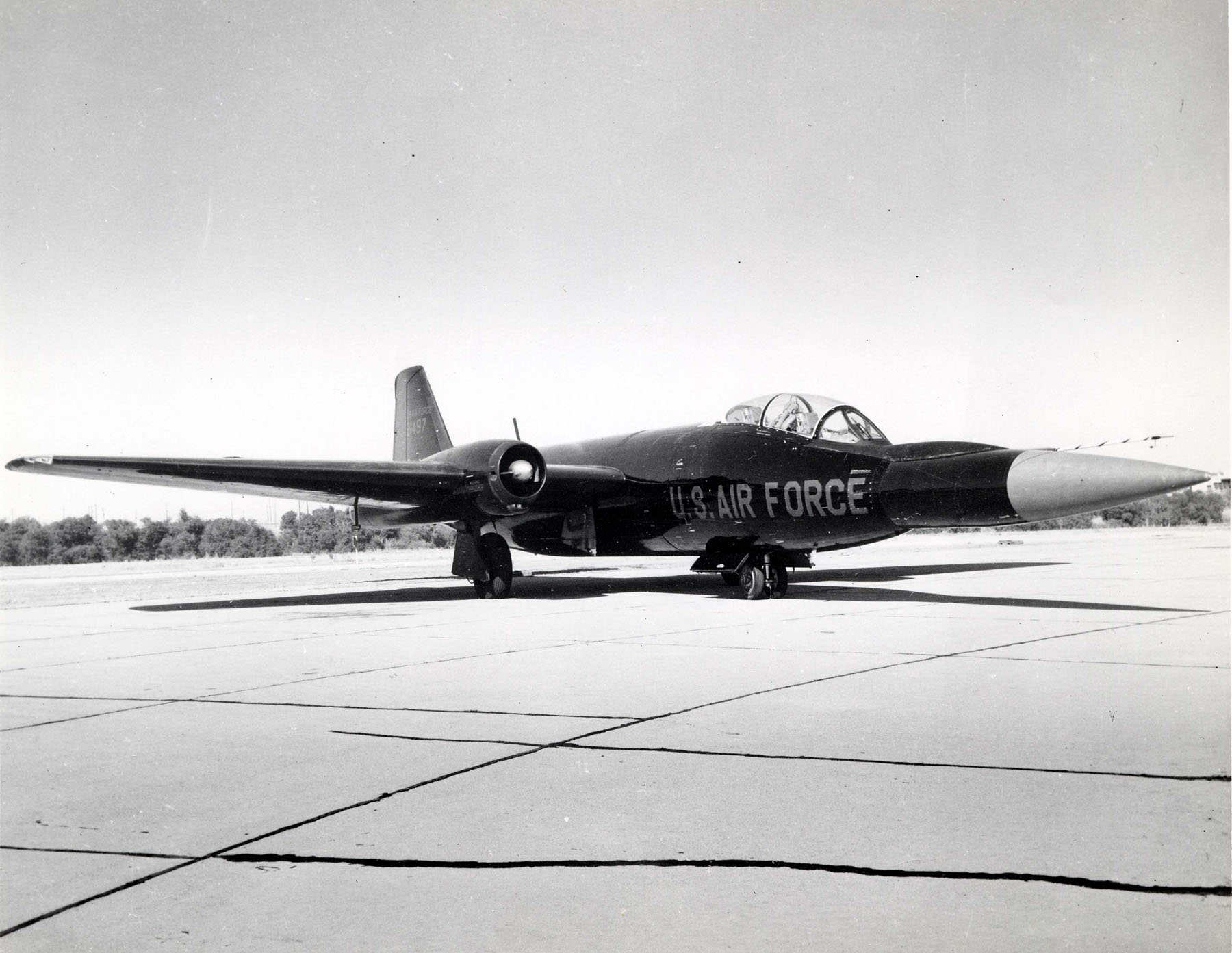
Letoun Martin B-57 se špicí rakety Bomarc při testech

CIM-10 Bomarc byl americký protiletadlový systém používaný ve Spojených státech amerických v letech 1959–1972 a v Kanadě v letech 1961–1972. Podle amerického kódového označení šlo o řízené střely určené k útokům na vzdušné cíle.

## Charakteristika
Nadzvukové střely systému Bomarc jsou považovány za první řízené protiletadlové střely s dlouhým dosahem. Byly schopny nést konvenční nebo jaderné hlavice. Letectvo upřednostňovalo jaderné hlavice, protože zásah nemusel být tak přesný, popř. bylo možné zničit celou skupinu letounů najednou. Každá střela měla pomocný startovací stupeň (booster), který ji urychlil zhruba na rychlost odpovídající Machovu číslu 2. Potom došlo k zážehu náporového motoru, který zajistil další zrychlení střely. Střely byly primárně určeny na obranu USA, resp. Kanady proti nepřátelským bombardérům.

## Vývoj
V roce 1946 Boeing začal vyvíjet řízené střely země–vzduch jako projekt MX–606. Boeing provedl více než 100 testů střel v různých konfiguracích pod označením XSAM–A–1 GAPA (řízená střela země–vzduch). Výsledky testů byly slibné a Boeing obdržel roku 1949 od letectva zakázku na protiletadlovou střelu (projekt MX-1599), určenou na obranu Spojených států amerických proti strategickým bombardérům. Do projektu se zapojil také další účastník – Michigan Aerospace Research Center (MARC) – a tak vznikl název Bomarc (Boeing a MARC). V roce 1951 letectvo zdůraznilo, že střela v podstatě není nic jiného než bezpilotní letoun. Střela proto dostala označení F–99, kde písmeno F pochází od slova Fighter (stíhač).
Nejprve byla testována pouze nosná raketa bez náporového motoru, bojové hlavice a naváděcího systému (označení XF–99). Zkušební lety XF-99 začaly v roce 1952 a pokračovaly do začátku roku 1955. V únoru 1955 začaly testy rakety XF–99A, která již byla vybavena náporovým motorem, ale ještě neměla bojovou hlavici a naváděcí systém. V srpnu 1955 bylo upuštěno od používání písmene F v označení. Z rakety XF–99A se tak stala střela XIM–99A. V říjnu 1957 byl úspěšně vyzkoušen plně vybavený prototyp. Na konci roku 1957 Boeing obdržel zakázku na výrobu.

## Vlastnosti azavedení dovýzbroje
První střely IM-99A byly zavedeny do výzbroje letectva roku 1959. Tento typ střely měl dolet 400 km a byl schopen letět ve výšce 18 km rychlostí odpovídající Machovu číslu 2,8. Délka byla cca 14 m a hmotnost 7 tun. Hlavice mohla být buď konvenční (455 kg) nebo jaderná (ekv. 7–10 kilotun TNT). Střely byly uloženy vodorovně v částečně zpevněném krytu (tzv. „coffin“ - česky rakev). Před startem se zbraň zvedla do svislé polohy.
Nevýhodou prvního typu střel (IM-99A) bylo především kapalinové palivo. Příprava střely kvůli tomu trvala příliš dlouho (2 minuty) a palivo samo o sobě (hydrazin a kyselina dusičná) bylo velmi nebezpečné. Tento problém se podařilo vyřešit dalším vývojem a novější typ IM-99B už používal pevné palivo. Dolet se zvýšil na 710 km. Maximální rychlost odpovídala Machovu číslu 3. Novinkou byl také pulsní dopplerův radar Westinghouse AN/DPN-53, který měl výrazně lepší vlastnosti, než starší typ Westinghouse AN/DPN-34. Střely typu IM-99A (CIM-10A), v té době již rozmístěné na některých základnách, začaly být postupně nahrazovány novějším typem IM-99B (CIM-10B).

## Umístění raket vKanadě
Konzervativní vláda premiéra Johna Diefenbakera souhlasila s nasazením střel a zakrátko zrušila výrobu nadzvukových stíhacích letounů Avro Canada CF-105 Arrow s argumentem, že pokud budou v Kanadě protiletadlové střely, nadzvukové stíhací letouny nejsou potřeba (nicméně zanedlouho Kanada nakoupila nadzvukové letouny v USA). Zpočátku nebylo jasné, zda budou střely vybaveny jadernými hlavicemi. V roce 1960 vyšlo najevo, že mají mít jaderné hlavice.
Následovala diskuse o tom, zda by na území Kanady měly být jaderné zbraně. Kanadská vláda nejprve rozhodla, že střely budou vybaveny pouze konvenčními hlavicemi. Spory vedly k rozdělení Diefenbakerova kabinetu a nakonec k pádu vlády v roce 1963. Liberální strana souhlasila s instalací jaderných hlavic. Roku 1963 liberální strana zvítězila ve volbách a nová kanadská vláda jaderné hlavice schválila. Pierre Trudeau, který se stal předsedou vlády v roce 1968, toto rozhodnutí napadl. Oznámil, že střely budou odstraněny do roku 1971.

## Havárie
Za méně než jeden rok od nasazení, dne 7. června 1960, došlo k havárii střely s jadernou hlavicí. Byla to jedna z těch, které se nacházely v pohotovostním stavu zhruba 16 km východně od vojenské základny (Joint Base McGuire-Dix-Lakehurst). Hlavice sice nevybuchla, ale oblast havárie byla zasažena radioaktivním plutoniem. Místo havárie bylo přikryto betonovým krunýřem. V roce 2002 byl beton odstraněn a odvezen k likvidaci. Pozemek, na kterém došlo k havárii, nebyl nikdy prodán ani použit pro jiné účely a zůstává ve vlastnictví letectva.

## Závěr
Nejprve bylo k umístění zbraně vybráno celkem 52 lokalit na území Spojených států amerických, přičemž na každé lokalitě mělo být 120 střel. Původní počty byly později velmi výrazně zmenšeny v souvislosti se snížením částky vyhrazené v rozpočtu. Celkem bylo v pohotovosti méně než 300 střel současně. Systém byl nasazen do služby roku 1959 a vyřazen ze služby v roce 1972. Nakonec byly řízené střely používány už jen jako rychle letící cíle (pod označením CQM-10A a CQM-10B) při zkouškách novějších střel protivzdušné obrany.